# سابورو ساکای
سابورو ساکای (انگلیسی: Saburō Sakai؛ زاده ۲۵ اوت ۱۹۱۶ درگذشته ۲۲ سپتامبر ۲۰۰۰) خلبان نیروی دریایی امپراتوری ژاپن بود. کتاب رزم هوایی به خاطرات این خلبان آس ژاپنی در جنگ دوم جهانی پرداخته و از زاویه دیگری به وقایع جنگ ژاپن و آمریکا در منطقه اقیانوس آرام می‌پردازد.
سابورو ساکای در یک خانواده بسیار فقیر و پر جمعیت ژاپنی با پیشینه سامورائی چشم به جهان گشود. او تنها افسر ژاپنی در طول تاریخ ژاپن بود که مدارج نظامی را از پایین‌ترین دره طی کرده و به دلیل رشادت و لیاقت به درجه افسری دائم در ارتش سلطنتی ژاپن نائل آمد. او با سرنگونی تأیید شده ۶۴ فروند هواپیما رهبر خلبان‌های آس ژاپن در طول جنگ جهانی دوم بود. ساکایی در ماه‌های آخر جنگ و قبل از تسلیم ژاپن، با توجه به تجارب بینظیرش جنگیش در اقیانوس آرام به ژاپن منتقل و به عنوان معلم خلبان خدمت نمود.